# Grand Prix moto de République tchèque 1996
Le Grand Prix moto de République tchèque 1996 est le onzième rendez-vous de la saison du championnat du monde de vitesse moto 1996. Il s'est déroulé sur le circuit de Masaryk du 16 au 18 août 1996. C'est la 4e édition du Grand Prix moto de République tchèque.

## Classement final 500 cm3
| Pos. | Pilote              | Constructeur  | Temps/Écart     | Points |
| ---- | ------------------- | ------------- | --------------- | ------ |
| 1    | Alex Criville       | Honda         | 45 min 38 s 884 | 25     |
| 2    | Mickael Doohan      | Honda         | +0 s 002        | 20     |
| 3    | Scott Russell       | Suzuki        | +2 s 870        | 16     |
| 4    | Kenny Roberts Jr    | Yamaha        | +4 s 419        | 13     |
| 5    | Loris Capirossi     | Yamaha        | +6 s 753        | 11     |
| 6    | Jean-Michel Bayle   | Yamaha        | +6 s 858        | 10     |
| 7    | Tadayuki Okada      | Honda         | +8 s 892        | 9      |
| 8    | Carlos Checa        | Honda         | +9 s 148        | 8      |
| 9    | Alex Barros         | Honda         | +13 s 334       | 7      |
| 10   | Shinichi Itoh       | Honda         | +13 s 776       | 6      |
| 11   | Norifumi Abe        | Yamaha        | +15 s 009       | 5      |
| 12   | Alberto Puig        | Honda         | +17 s 482       | 4      |
| 13   | Terry Rymer         | Suzuki        | +26 s 828       | 3      |
| 14   | Jeremy McWilliams   | ROC Yamaha    | +49 s 242       | 2      |
| 15   | Marcellino Lucchi   | Aprilia       | +49 s 608       | 1      |
| 16   | Lucio Pedercini     | ROC Yamaha    | +53 s 456       |        |
| 17   | Sean Emmett         | Harris Yamaha | +1 min 08 s 488 |        |
| 18   | Eugene McManus      | Yamaha        | +1 min 13 s 285 |        |
| 19   | Frédéric Protat     | Yamaha        | +1 min 13 s 472 |        |
| 20   | Chris Walker        | Elf 500       | +1 min 28 s 250 |        |
| 21   | Adrien Bosshard     | ROC Yamaha    | +1 min 29 s 684 |        |
| 22   | Jean-Pierre Jeandat | Paton         | +2 min 01 s 578 |        |
| 23   | Paul Young          | Harris Yamaha | +1 tour         |        |
| Abd. | James Haydon        | ROC Yamaha    | Abandon         |        |
| Abd. | Luca Cadalora       | Honda         | Abandon         |        |

## Classement final 250 cm3
| Pos  | Pilote                   | Constructeur | Temps/Écart     | Points |
| ---- | ------------------------ | ------------ | --------------- | ------ |
| 1    | Max Biaggi               | Aprilia      | 42 min 19 s 509 | 25     |
| 2    | Olivier Jacque           | Honda        | +5 s 901        | 20     |
| 3    | Ralf Waldmann            | Honda        | +8 s 317        | 16     |
| 4    | Tohru Ukawa              | Honda        | +8 s 517        | 13     |
| 5    | Jurgen Fuchs             | Honda        | +8 s 662        | 11     |
| 6    | Jean-Philippe Ruggia     | Honda        | +22 s 095       | 10     |
| 7    | Eskil Suter              | Aprilia      | +37 s 969       | 9      |
| 8    | Luis d'Antin             | Honda        | +38 s 309       | 8      |
| 9    | Tetsuya Harada           | Yamaha       | +38 s 418       | 7      |
| 10   | Roberto Locatelli        | Aprilia      | +38 s 502       | 6      |
| 11   | Nobuatsu Aoki            | Honda        | +39 s 177       | 5      |
| 12   | Cristiano Migliorati     | Honda        | +43 s 563       | 4      |
| 13   | Olivier Petrucciani      | Aprilia      | +43 s 895       | 3      |
| 14   | Sete Gibernau            | Honda        | +44 s 034       | 2      |
| 15   | Luca Boscoscuro          | Aprilia      | +51 s 376       | 1      |
| 16   | Régis Laconi             | Honda        | +52 s 275       |        |
| 17   | Jurgen van den Goorbergh | Honda        | +52 s 336       |        |
| 18   | Yasumasa Hatakeyama      | Honda        | +1 min 10 s 761 |        |
| 19   | Davide Bulega            | Aprilia      | +1 min 11 s 303 |        |
| 20   | Christophe Cogan         | Honda        | +1 min 47 s 010 |        |
| 21   | Vladimir Castka          | Honda        | +1 min 57 s 111 |        |
| 22   | José Barresi             | Yamaha       | +1 tour         |        |
| Abd. | Christian Boudinot       | Aprilia      | Abandon         |        |
| Abd. | Takeshi Tsujimura        | Honda        | Abandon         |        |
| Abd. | Sebastian Porto          | Aprilia      | Abandon         |        |
| Abd. | José Luis Cardoso        | Aprilia      | Abandon         |        |
| Abd. | Osamu Miyazaki           | Aprilia      | Abandon         |        |
| Abd. | Gianluigi Scalvini       | Honda        | Abandon         |        |

## Classement final 125 cm3
| Pos  | Pilote            | Constructeur | Temps/Écart     | Points |
| ---- | ----------------- | ------------ | --------------- | ------ |
| 1    | Valentino Rossi   | Aprilia      | 42 min 16 s 229 | 25     |
| 2    | Jorge Martinez    | Aprilia      | +0 s 245        | 20     |
| 3    | Tomomi Manako     | Honda        | +2 s 389        | 16     |
| 4    | Kazuto Sakata     | Aprilia      | +2 s 423        | 13     |
| 5    | Emilio Alzamora   | Honda        | +2 s 446        | 11     |
| 6    | Haruchika Aoki    | Honda        | +2 s 511        | 10     |
| 7    | Peter Oettl       | Aprilia      | +4 s 075        | 9      |
| 8    | Lucio Cecchinello | Honda        | +20 s 559       | 8      |
| 9    | Ivan Goi          | Honda        | +22 s 224       | 7      |
| 10   | Dirk Raudies      | Honda        | +22 s 447       | 6      |
| 11   | Garry McCoy       | Aprilia      | +22 s 569       | 5      |
| 12   | Yoshiaki Katoh    | Yamaha       | +23 s 637       | 4      |
| 13   | Masaki Tokudome   | Aprilia      | +27 s 937       | 3      |
| 14   | Stefano Perugini  | Aprilia      | +28 s 097       | 2      |
| 15   | Akira Saito       | Honda        | +35 s 339       | 1      |
| 16   | Manfred Geissler  | Aprilia      | +37 s 217       |        |
| 17   | Jaroslav Huleš    | Honda        | +45 s 260       |        |
| 18   | Frédéric Petit    | Honda        | +47 s 428       |        |
| 19   | Herri Torrontegui | Honda        | +47 s 778       |        |
| 20   | Paolo Tessari     | Honda        | +48 s 849       |        |
| 21   | Angel Nieto Jr    | Aprilia      | +51 s 113       |        |
| 22   | Harald Danninger  | Honda        | +51 s 649       |        |
| 23   | Gabriele Debbia   | Yamaha       | +53 s 475       |        |
| 24   | Loek Bodelier     | Honda        | +1 min 03 s 977 |        |
| Abd. | Andrea Ballerini  | Aprilia      | Abandon         |        |
| Abd. | Youichi Ui        | Yamaha       | Abandon         |        |
| Abd. | Darren Barton     | Aprilia      | Abandon         |        |
| Abd. | Antonin Slegl     | Honda        | Abandon         |        |
| Abd. | Noboru Ueda       | Honda        | Abandon         |        |